# My Indo Airlines
My Indo Airlines è una compagnia aerea cargo con sede a Giacarta, in Indonesia. È una compagnia aerea di linea e charter che si concentra sul settore cargo nazionale e internazionale.

## Storia
Fondata nel 2014, la rotta inaugurale della compagnia aerea collega Giacarta, Indonesia, e Singapore. A causa dei problemi di sicurezza dell'industria aeronautica indonesiana, My Indo Airlines è stata uno dei vettori aerei soggetti a divieto operativo nell'Unione europea tra il 2014 e il 2018.
Durante la pandemia di Covid-19, la compagnia aerea opera alcuni voli per verso l'aeroporto Internazionale di Bangkok-Suvarnabhumi.

## Destinazioni
Al 2022, My Indo Airlines opera voli tra Indonesia, Singapore e Thailandia.

## Flotta
A gennaio 2024 la flotta di My Indo Airlines è così composta: